# Christin Hagberg
Eva Christin Hagberg, född Nilsson 3 december 1958 i Svalöv, är en svensk politiker (socialdemokrat), som var ordinarie riksdagsledamot 1995–1998 och 2002–2010 (även ersättare 1995 samt kortare perioder 2011 och 2012).